# Hrabstwo Washington (Pensylwania)

Piramida wieku hrabstwa

Hrabstwo Washington (ang. Washington County) – hrabstwo w południowo-zachodniej części stanu Pensylwania w USA. Hrabstwo zajmuje powierzchnię lądową 2 219,85 km² i według szacunków US Census Bureau w roku 2008 miało 206 407 mieszkańców. Siedzibą hrabstwa jest miasto Washington.